# Katha suffusa
Katha suffusa — вид метеликів родини Ведмедиці (Arctiidae). Метелик зустрічається на сході Китаю.